# 調節器
調節器（regulator）是自动化技术中的一種設備，其功能是可以維持某一特定的特性，實現方式是控制設備中的某特性，使其在一定範圍內。控制此特性的方式是透過特定的條件，或是事先設定的數值，也可能是透過事先規劃的調整架構來調整此一特性。調節器此一概念可以用來泛指調節或控制其他物理量的其他設備裝置。
調節器的例子有稳压器（可以是變壓比例可調整的变压器，或是可以產生固定電壓的電子電路）、壓力調整器（例如呼吸调节器），維持輸出壓力固定較輸入壓力小特定的值、調整燃料供應器的燃油调节器等。
調節器可以設計來控制包括氣體或是液體之類的物質，也可以控制光或是電。可以透過電子、機械或是机电的方式來控制速度。以下是一些應用不同技術的調節器： 
- 電子調節器用來現代的火車中，用調整電壓高低的方式來調整引擎速度。
- 機械調節器（例如閥門）常用在流體控制系統中。早期純機械式的調節器包離心式調速器，現代系統多半會包括電氣的流體感測元件，會使用螺線管來設定閥門的量。
- 現在車輛中會用機電速度控制器系統來控制車輛速度（巡航定速)，其中也包括液壓元件。
- 飛機引擎中的定速装置（英语：constant speed unit）調整推進器以維持引擎的速度。